# Gare de Colombes
Pour les articles homonymes, voir Gare de Colombes (homonymie).
La gare de Colombes est une gare ferroviaire française de la ligne de Paris-Saint-Lazare à Ermont - Eaubonne, située sur le territoire de la commune de Colombes, dans le département des Hauts-de-Seine, en région Île-de-France.
C'est une gare SNCF desservie par les trains du réseau Transilien Paris Saint-Lazare (ligne J). Elle se situe à 7,2 km de la gare de Paris-Saint-Lazare.

## Situation ferroviaire
La gare, établie sur un viaduc à l'Est du centre-ville, se situe au point kilométrique 7,250 de la ligne de Paris-Saint-Lazare à Ermont - Eaubonne. Elle constitue le troisième point d'arrêt de la ligne après la gare de Bois-Colombes et précède la gare du Stade.

## Histoire

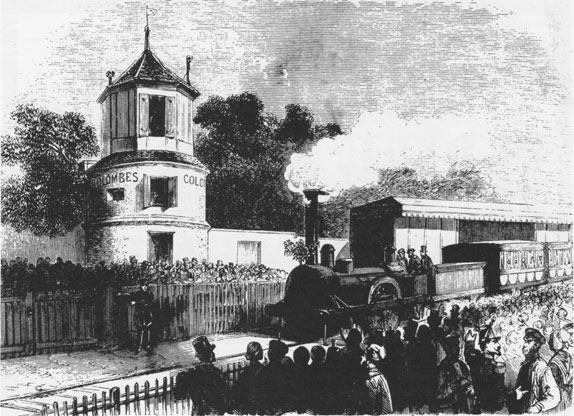
Inauguration de la gare le 27 avril 1851.

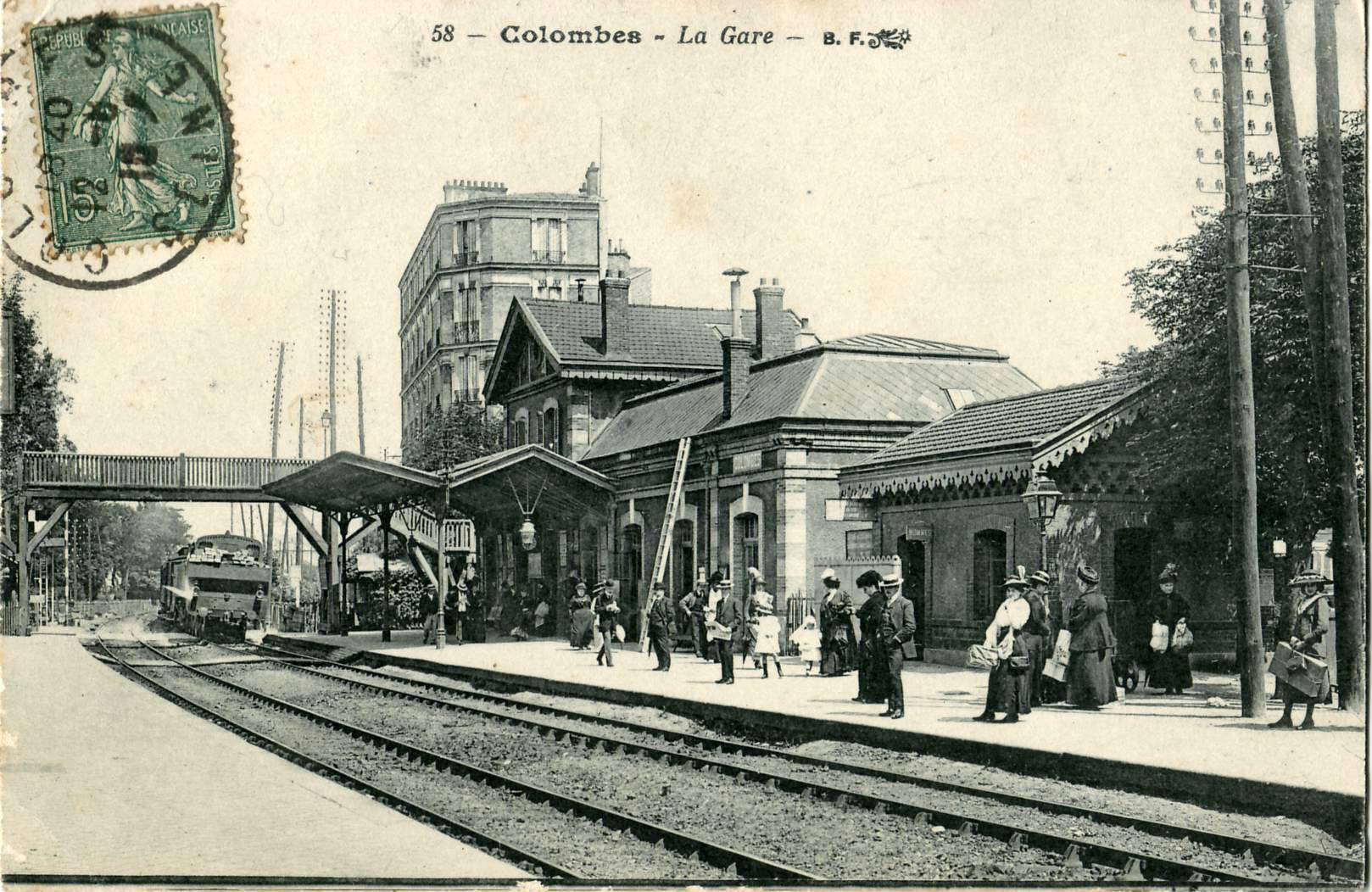
La gare, avant le passage de la voie en viaduc.

La première voie ferrée à avoir traversé Colombes est celle établie en 1837 pour le transport de voyageurs, construite de Paris à Saint-Germain-en-Laye. Cette voie ferrée avait occasionné beaucoup de désagréments aux Colombiens, car elle provoquait une saignée dans le territoire agricole de la commune, la coupant en deux, avec un nombre insuffisant de passages à niveau. Aussi, lors du projet de nouvelle ligne de chemin de fer allant d'Asnières à Argenteuil, les conseillers municipaux de Colombes donnent des avis négatifs lors de l'enquête publique de novembre 1848. Ils finissent par l'accepter, mais en demandant des aménagements tels que le passage sur un pont au niveau de la rue Saint-Denis qui conduit de Nanterre à Saint-Denis. Mais seul un passage à niveau sera mis en place, et sera source de nombreux accidents.
La ligne est enfin inaugurée ainsi que la gare de Colombes le 27 avril 1851. La gare est alors abritée par l'ancienne tour-observatoire du marquis de Courtanvaux. Celui-ci possédait un domaine à Colombes et avait fait construire cette tour pour ses travaux en astronomie en particulier sur des mémoires à l'Académie des sciences à propos des éclipses de soleil du 16 août 1765 et du 5 août 1766. La tour fut démolie plus tard en 1887.
Une nouvelle station construite en 1863 à l'entrée de la rue de l'agent Sarre lui succède. L'augmentation du trafic ferroviaire provoque des embouteillages et des accidents sur les passages à niveau de la rue Saint-Denis et de la rue des Bourguignons.
À partir de 1934, des travaux importants sont entrepris par l'Administration des chemins de fer de l'État : électrification de la ligne, passage de la plateforme à quatre voies et suppression des passages à niveau. La voie est en tranchée dans la gare de Bois-Colombes, puis surélevée dans la gare de Colombes sur un viaduc de 585 mètres de long, 18 m de large et à 5,50 mètres de hauteur. L'armature de cet ouvrage est constituée de poutrelles en acier posées sur des portiques soutenus par des piles et noyées dans la dalle, tout cela en béton armé. Le viaduc couvre un vaste espace public couvert partiellement et transformé en parking au sol. Le bâtiment de la gare est reconstruit en 1935, encastré sous la dalle supportant les voies entre les piles sur l'actuelle rue du Bournard. Un quai central sur le viaduc permet d'accéder aux trains dans les deux sens.
En 1988, des travaux importants élargissent la rue du Bournard en la transformant en voie à grande circulation en réduisant le trafic dans la rue Saint-Denis. La gare voit donc son entrée déplacée vers la rue Saint-Denis, mais garde son aspect général.

## Fréquentation
De 2015 à 2023, les estimations de la SNCF sont les suivantes :
| Année         | 2015      | 2016      | 2017      | 2018      | 2019      | 2020      | 2021      | 2022      | 2023      |
| ------------- | --------- | --------- | --------- | --------- | --------- | --------- | --------- | --------- | --------- |
| Fréquentation | 6 039 242 | 5 993 177 | 6 159 813 | 6 305 152 | 6 156 786 | 2 242 945 | 5 496 540 | 5 836 138 | 5 581 499 |

### Accueil

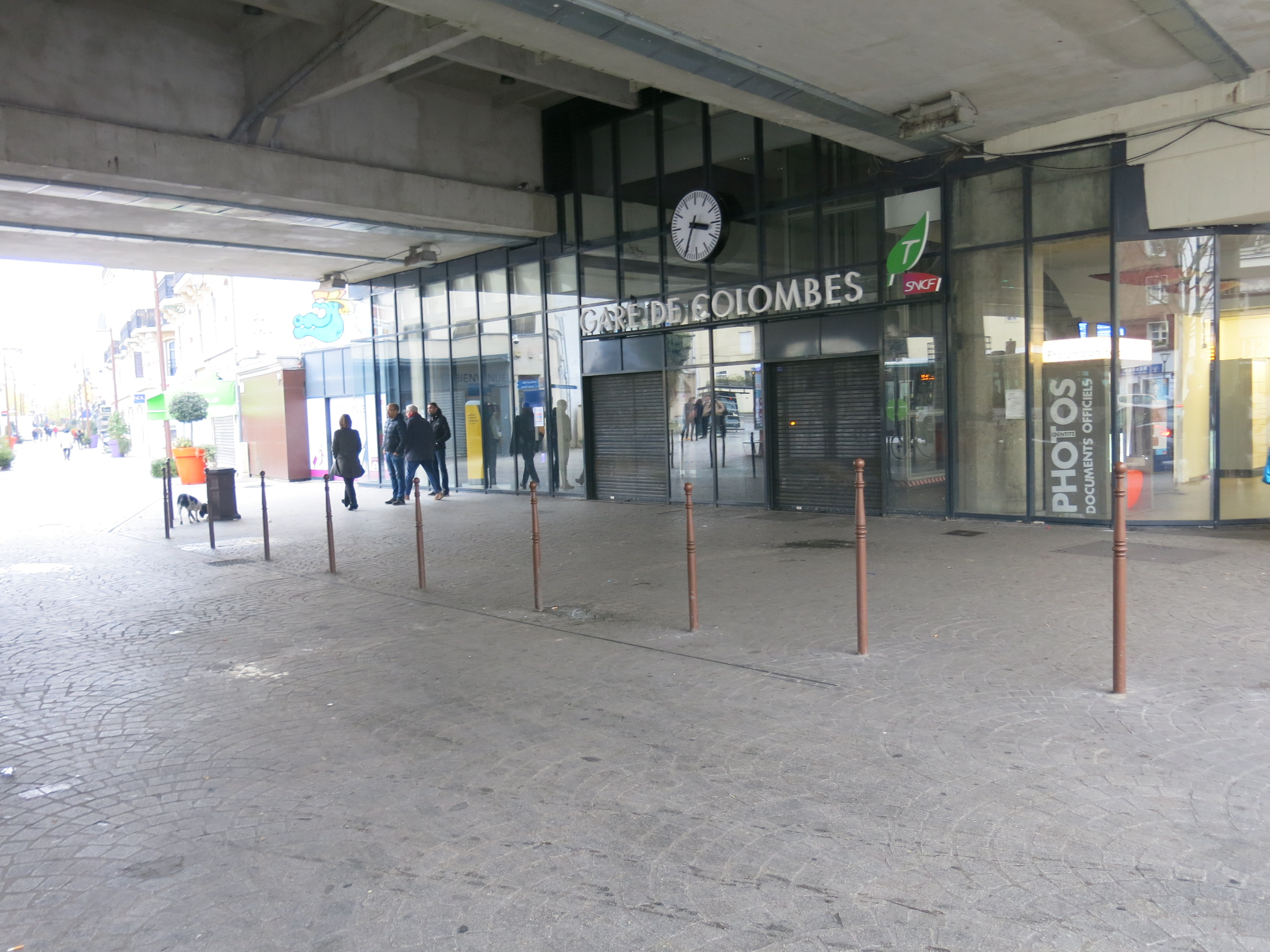
Hall d'accueil situé sous le viaduc et donnant sur la rue.

## Service des voyageurs

### Desserte
La gare est desservie par les trains de la ligne J du réseau Paris Saint-Lazare du Transilien, la ligne constituant le groupe IV du réseau, à raison d'un train tous les quarts d'heure toute la journée, extrême soirée comprise, et d'un train toutes les dix minutes aux heures de pointe. Tous les trains sont omnibus d'Asnières-sur-Seine à Ermont-Eaubonne ; certains trains d'extrême soirée se dirigent vers Conflans-Sainte-Honorine, Pontoise ou terminent à Argenteuil. Sauf lors d'incidents ou de mouvements sociaux, les trains du groupe VI desservant les gares au-delà d'Argenteuil vers Mantes-la-Jolie, d'une part, et vers Pontoise ou Gisors, d'autre part, sont généralement directs et empruntent les voies extérieures, ici dépourvues de quais.
Les trains avaient jusqu'au 27 août 2006 la destination d'Argenteuil et Cormeilles-en-Parisis. Depuis les travaux du projet de liaison directe entre Ermont et Saint-Lazare, ils se dirigent grâce à une bifurcation dans la gare d'Argenteuil vers leur nouveau terminus Ermont - Eaubonne.

Installations et desserte
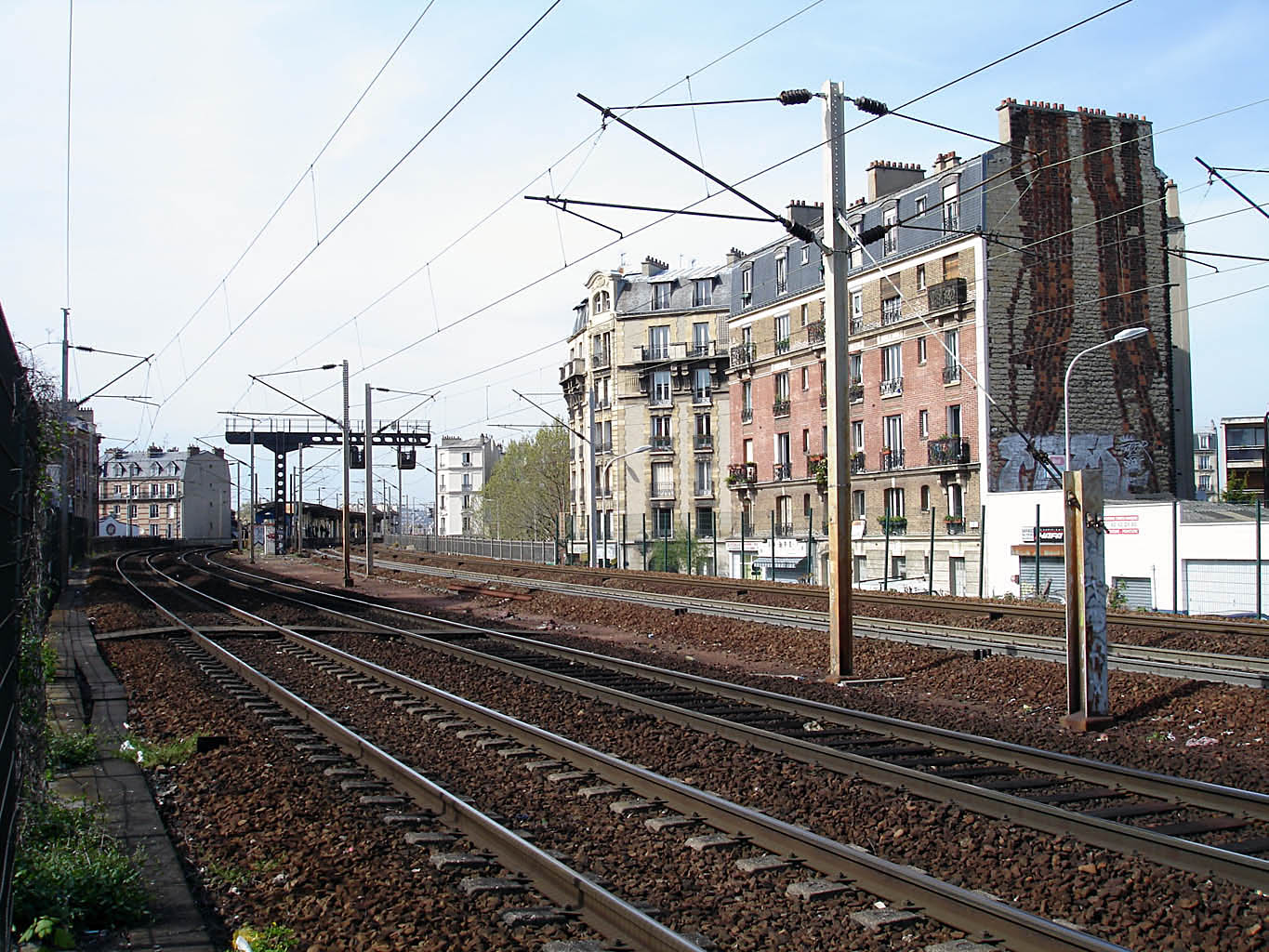
Direction d'Argenteuil.
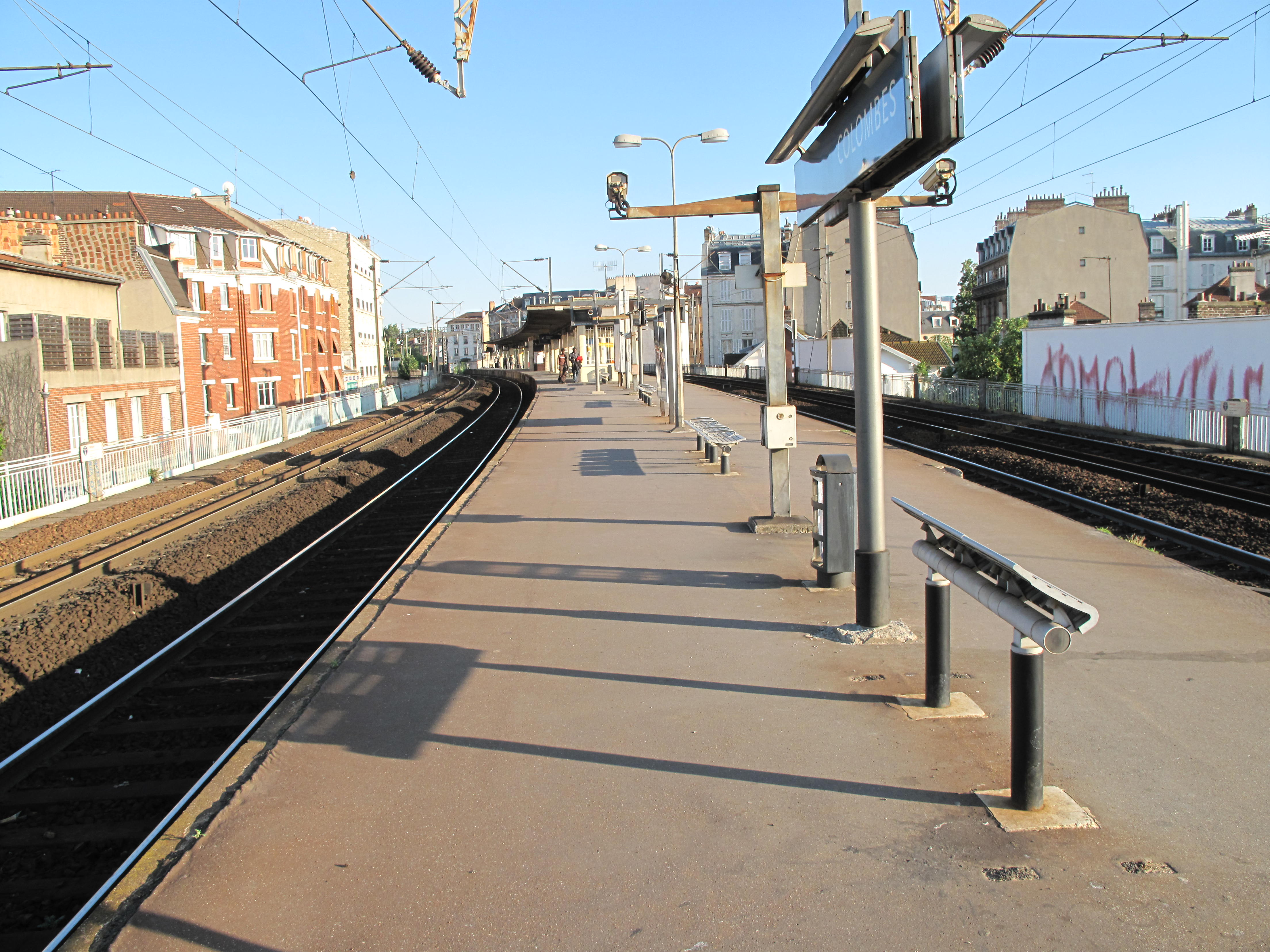
Direction de Paris.
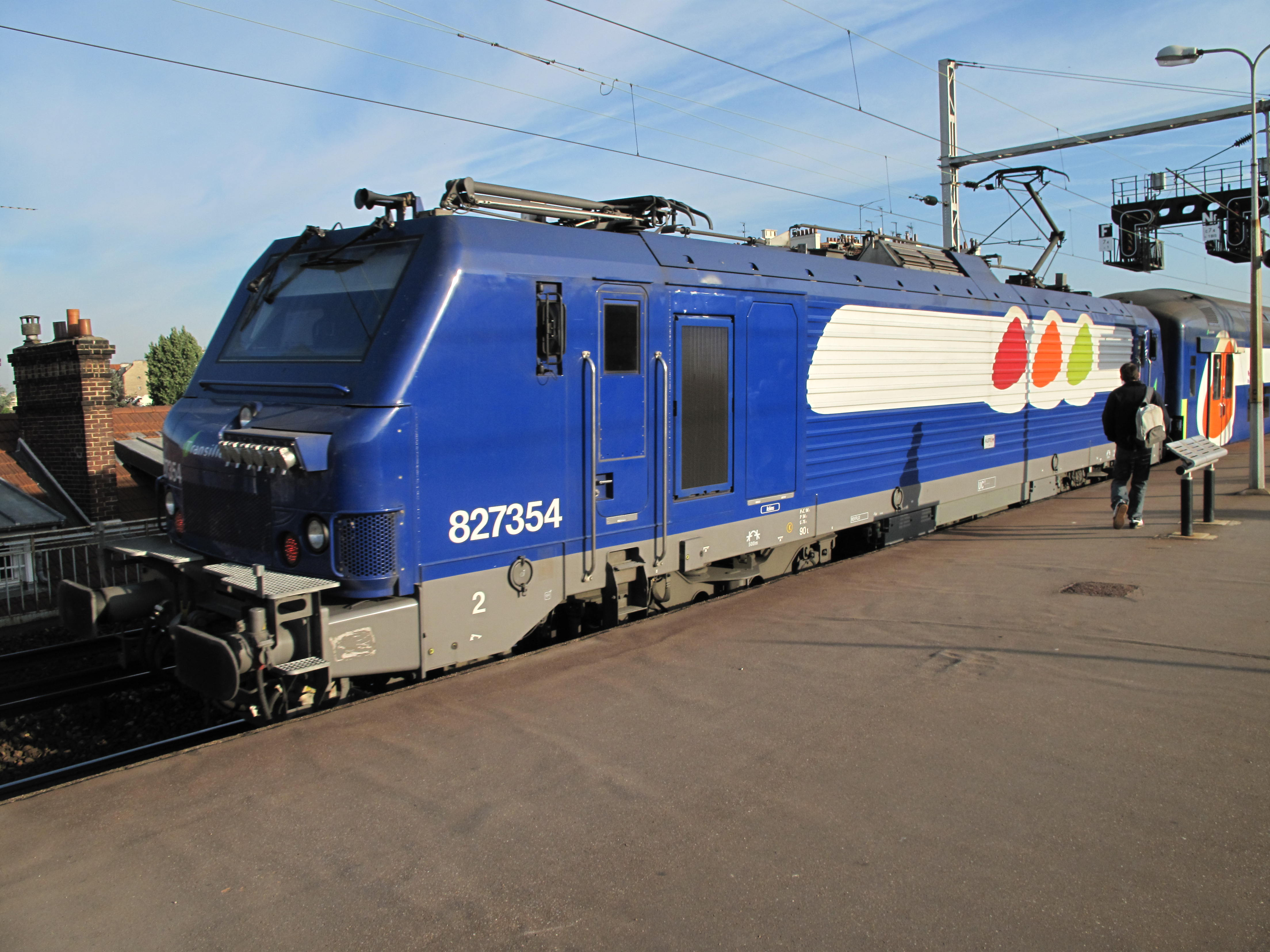
BB 27300 à quai.

### Intermodalité
La gare est desservie par les lignes 167, 304, 366 et 378 du réseau de bus RATP.

## Projet: station du métro du Grand Paris
Après 2030, la gare devrait être mise en correspondance avec la ligne 17 du métro.